# İsmayıllı (district)
İsmayıllı (ook geschreven als Ismayilly) is een district in Azerbeidzjan.
İsmayıllı telt 81.700 inwoners (01-01-2012) op een oppervlakte van 2060 km²; de bevolkingsdichtheid is dus 39,7 inwoners per km².

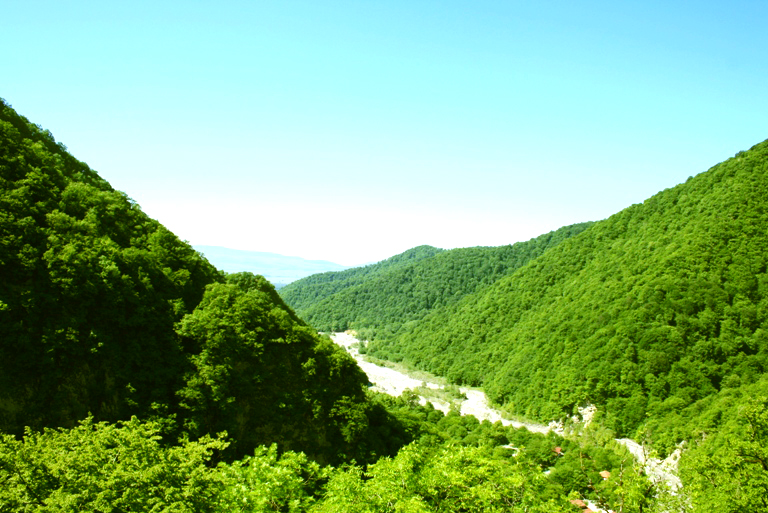
Natuur in het district İsmayıllı